# Sleep Train Arena
Sleep Train Arena (dawniej znana jako ARCO Arena i Power Balance Pavillion) – arena w amerykańskim mieście Sacramento w Kalifornii. Koszt jej budowy wyniósł 40 milionów dolarów i był najniższy ze wszystkich obiektów NBA. Poza tym jest ona najmniejszą areną NBA pod względem powierzchni i drugą pod względem najmniejszej liczby miejsc (17 317) na meczach koszykówki.
Sleep Train Arena jest domową areną drużyny NBA Sacramento Kings; dawniej grała tam też nieistniejąca już drużyna ligi WNBA Sacramento Monarchs.
W przeszłości istniał inny obiekt sportowy o tej samej nazwie. Oryginalna ARCO Arena (1985–1988) była domową areną Kings przez trzy sezony, a jej pojemność wynosiła 10 333 miejsc.

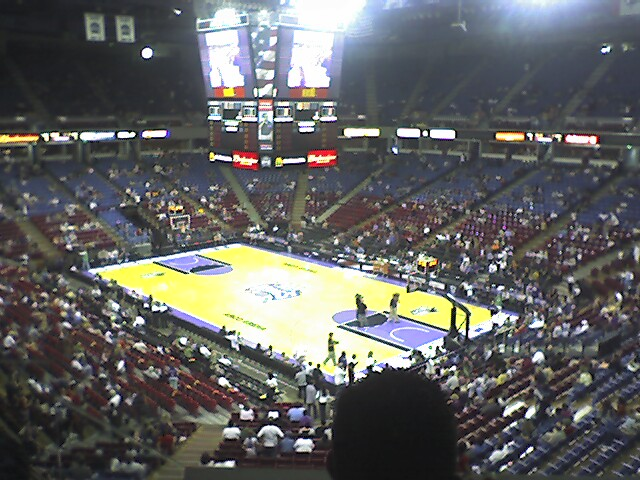
Wnętrze areny

W 2006 roku prowadzona była kampania na rzecz budowy nowej, wartej 600 milionów dolarów, areny w śródmieściu Sacramento. W referendum mieszkańcy odrzucili jednak pomysł zwiększenia podatków, które miały sfinansować budowę. Jednocześnie do NBA wpłynęły sugestie, aby stworzyć nowy obiekt w innej części miasta.
Wymieniony w nazwie areny jej sponsor, przedsiębiorstwo energetyczne ARCO, współdziałało również z oryginalną ARCO Areną. 19 marca 2007 bracia Maloof ogłosili podpisanie kilkunastoletniej umowy dotyczącej prawa do nazwy.
W arenie odbywa się wiele uroczystości zakończenia roku lokalnych liceów oraz mistrzostwa w koszykówce między szkołami średnimi (1992, 1996 i 1998–2009).
W ARCO Arena odbyły się trzy wydarzenia WWE: The Bash, 1993 Royal Rumble i Judgment Day 2001.
Pojemność obiektu wynosi 17 317 miejsc na meczach koszykówki, w skład czego wchodzi 30 luksusowych lóż oraz 412 miejsc klubowych.

## Stadion baseballowy
Na tyłach areny znajduje się nieukończony stadion baseballowy. Nie został on nigdy skompletowany, gdyż w trakcie budowy, w 1989 roku, Sacramento Sports Association skończyły się fundusze. Innym powodem był również fakt, iż żadna drużyna nie poszukiwała w tamtym okresie stadionu.